# Andrea Gutiérrezová
Andrea Cassandra Gutiérrezová Herreraová (* 7. srpna 1995 Guadalajara) je mexická zápasnice – judistka.

## Sportovní kariéra
S judem začala ve 7 letech v rodné Guadalajaře. Vrcholově se připravuje v Ciudad de México ve sportovním tréninkovém centru CONADE pod vedením mexických a kubánských trenérů. V mexické ženské reprezentaci se pohybuje od roku 2013 v polostřední váze do 63 kg. V roce 2016 se na olympijské hry v Londýně nekvalifikovala.

### Vítězství na mezinárodních turnajích
- 2015 – 1x světový pohár (Santiago)

## Výsledky
| Olympijské hry          |     |     |    | —  |   |     |  |  |  |  |  |  |  |  |  |  |  |  |  |  |  |  |  |
| Mistrovství světa       | —   | úč. | —  |    | — | —   |  |  |  |  |  |  |  |  |  |  |  |  |  |  |  |  |  |
| Panamerické hry         |     |     | 7. |    |   |     |  |  |  |  |  |  |  |  |  |  |  |  |  |  |  |  |  |
| Panamerické mistrovství | 7.  | 3.  | 7. | 7. | — | úč. |  |  |  |  |  |  |  |  |  |  |  |  |  |  |  |  |  |
| Středoamerické a k. hry |     | 2.  |    |    |   | 5.  |  |  |  |  |  |  |  |  |  |  |  |  |  |  |  |  |  |
| MS juniorů              | úč. | úč. | —  |    |   |     |  |  |  |  |  |  |  |  |  |  |  |  |  |  |  |  |  |